# Cattedrale di San Nicola (Bielsko-Biała)
La cattedrale di San Nicola (in polacco: Katedra św. Mikołaja) è la cattedrale cattolica della città di Bielsko-Biała, in Polonia e sede della diocesi di Bielsko-Żywiec.

## Storia
La prima chiesa fu costruita tra il 1443 ed il 1447 in stile gotico. Tra gli anni 1559 e 1630 fu trasformata in una chiesa luterana. Successivamente fu restituita ai cattolici, ma fu distrutta da un incendio nel 1659 e quindi ricostruita a spese del barone di Bielsko, Julius Gotlieb Sunnegha.
La chiesa fu distrutta nuovamente da un incendio nel 1750 e fu ricostruita negli anni 1751-1756. Nel 1808 fu vittima di un altro incendio. Dal 1752 passò sotto la protezione dei principi Sułkowski, duchi del ducato di Bielsko. Il principe Giovanni Nepomuceno Sułkowski volle edificare negli anni 1815-1822 una nuova struttura in stile barocco-classicista che sopravvisse fino agli anni '60.
Negli anni 1909-1912 l'architetto viennese Leopold Bauer realizzò una ricostruzione completa della chiesa che prevedeva l'elevazione della facciata neoromanica con una torre alta 61 metri.
Nel 1992 è stata creata la diocesi di Bielsko-Żywiec e la chiesa di San Nicola venne elevata al rango di cattedrale.